# Crambe maritima
Il cavolo marino (Crambe maritima L.) è un ortaggio della famiglia delle Brassicaceae, poco conosciuto anche se non privo di un certo interesse alimentare.
Il suo gusto è simile a quello degli altri cavoli, anche se più delicato.

## Descrizione

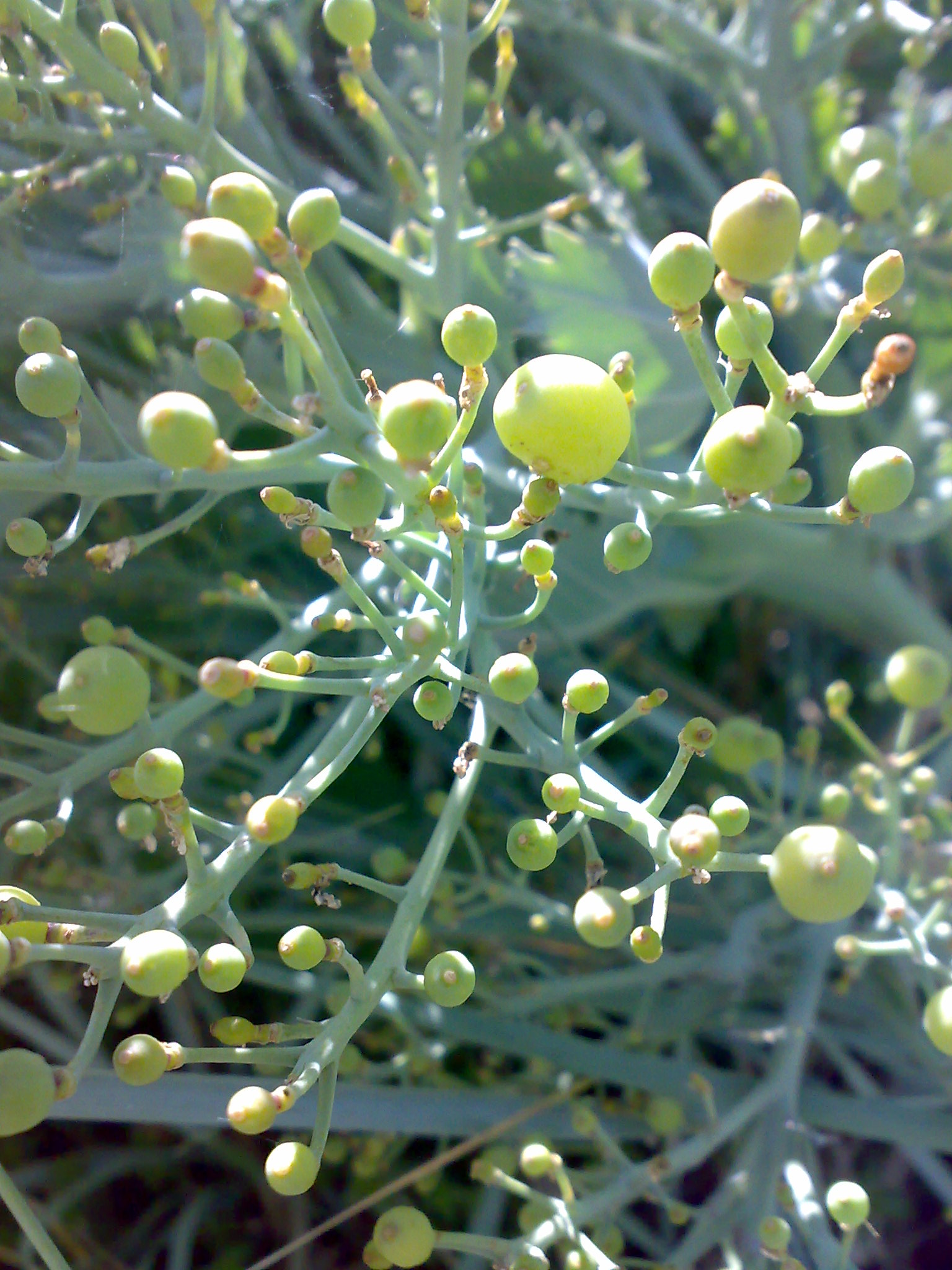
Frutti di cavolo marino

La pianta è di color glauco, comprende un grosso rizoma interrato, fusto grosso e ramoso e foglie con forme diverse: le inferiori pennatosette e quelle medie subrotonde.
I fiori sono bianchi o rosei e sono riuniti in racemi.
Il frutto è una siliqua indeiscente.

## Distribuzione e habitat
Questa specie sembra essere endemica dell'Europa, con una distribuzione generalmente limitata a due regioni costiere discontinue d'Europa; la specie è assente dal Nord Africa e dal Medio Oriente. È presente sulle coste del Mar Nero di Bulgaria, Romania, Turchia e Ucraina, compresa la Crimea, ma è assente dalla maggior parte del Mediterraneo, ripresentandosi invece dalla Francia settentrionale e dalle Isole Britanniche fino al Mar Baltico. La specie è assente in Portogallo, Grecia, Italia e Spagna, è sostituita dalla specie Crambe hispanica, con la quale la sua distribuzione è stata confusa fino a tempi recenti.
Il cavolo marino è una pianta alofita, il che significa che tollera il sale e quindi si trova sulle spiagge costiere dove poco altro prospera. Di solito si trova sopra il livello dell'alta marea sulle spiagge in cui la sabbia comprende ciottoli o rocce. Un habitat tipico per la specie in Gran Bretagna sono le spiagge di ghiaia ricoperte di vegetazione, dove cresce in associazione con il papavero giallo e il romice crespo. Intrappolando la sabbia trasportata dal vento, i cespi di cavolo marino possono dare inizio alla formazione di dune.

## Coltivazione
La pianta non ha grandi esigenze climatiche e si adatta a tutti gli ambienti.
Preferisce terreni sciolti, fertili e ben strutturati.
La pianta si può propagare per seme o più frequentemente per talea di rizoma.
La semina si esegue da marzo a giugno e può essere fatta sia in semenzaio sia in ambiente condizionato.
La piantagione si attua quando le piante hanno 4-5 foglie.
Di solito la piantagione va rinnovata ogni 7-8 anni dall'inizio della produzione.
La propagazione per talea si effettua a marzo.
Da una pianta in piena efficienza si prendono spezzoni di rizoma e si piantano in solchi nel terreno.
Le cure a cui può essere sottoposto il cavolo marino sono come per le altre piante: la scerbatura, la concimazione in copertura, la ripulitura delle foglie secche.
Per le piante in produzione va aggiunta la soppressione dei fiori.
Per ottenere l'imbiancamento si copre il cespo ben sviluppato con un cappuccio.
La raccolta si esegue a mano, usando un falcetto con cui si tagliano i cespi.

## Usi
Tutte le parti del cavolo marino sono commestibili. Le foglie e i boccioli dei fiori prima della schiusa vengono consumati crudi o cotti come cavoli e broccoli. Anche se molto simile, il gusto differisce da quello del cavolo cappuccio. In Gran Bretagna i giovani germogli vengono spesso sbollentati come l'indivia. Questa tecnica non ebbe successo commerciale perché i germogli non si mantengono freschi a lungo. Più carnose di quelle del cavolo, le foglie tendono ad essere leggermente amare al momento della fioritura. Le radici possono essere consumate cotte e sono ricche di zucchero e amido. In Irlanda viene consumato crudo come aperitivo con la birra.